# Omzettertheorie toegepast in de elektro-akoestiek
Omzettertheorie toegepast in de elektro-akoestiek

## Inleiding
Dit artikel geeft een overzicht van de vier meest voorkomende omzetters, ook wel transducers genoemd, die hun toepassing vinden in de elektro-akoestiek. Dit hoeft niet in te houden dat de beschreven theorie alleen geschikt is voor deze tak in de techniek. In principe is deze theorie toepasbaar op elk gebied waar omzetters gebruikt worden.
Een apart deel is gewijd aan de analogie van de gebruikte systemen namelijk het elektrische, mechanische en akoestische systeem. Deze analogieën zijn uit te breiden naar andere systemen, zoals de technische en rotatorische systemen. Echter dit valt buiten het bestek van het artikel.
Ook is de beschreven theorie toegepast op twee populaire producten van de elektro-akoestische techniek; de luidspreker en de microfoon, waarvan enkele types worden beschreven.

## Omzetters
Omzetters zijn middelen om energie van de ene verschijningsvorm om te zetten in energie van een andere verschijningsvorm.
De omzetters worden in dit artikel beschouwd als vierpolen. De karakteristieke eigenschappen van een vierpool worden bepaald door de vierpoolconstanten. Deze vormen tezamen de matrix van de vierpool. Er is beperkt tot een kettingschakeling, waarbij alleen maar de afhankelijkheid van de ingangsgrootheden {\displaystyle U_{1}} en {\displaystyle J_{1}} van de uitgangsgrootheden {\displaystyle U_{2}} en {\displaystyle J_{2}} van belang zijn, wordt alleen gerekend met de kettingmatrix en de constanten {\displaystyle a_{11}}, {\displaystyle a_{12}}, {\displaystyle a_{21}}, {\displaystyle a_{22}} enz.
Uit de vierpoolvergelijking volgt de matrix:
{\displaystyle U_{1}=a_{11}U_{2}+a_{12}J_{2}}
{\displaystyle J_{1}=a_{21}U_{2}+a_{22}J_{2}}
De matrix is dan:
{\displaystyle A={\begin{bmatrix}a_{11}&a_{12}\\a_{21}&a_{22}\\\end{bmatrix}}}
Uitgeschreven is dit:
{\displaystyle {\begin{pmatrix}U_{1}\\J_{1}\end{pmatrix}}{\begin{bmatrix}a_{11}&a_{12}\\a_{21}&a_{22}\\\end{bmatrix}}{\begin{pmatrix}U_{2}\\J_{2}\end{pmatrix}}}
Bij het kettingschakelen van vierpolen worden de matrices van de vierpolen op de volgende wijzen met elkaar vermenigvuldigd:
{\displaystyle {\begin{bmatrix}a_{11}&a_{12}\\a_{21}&a_{22}\\\end{bmatrix}}{\begin{bmatrix}b_{11}&b_{12}\\b_{21}&b_{22}\\\end{bmatrix}}={\begin{bmatrix}a_{11}&b_{11}+a_{12}&b_{12}&\quad &a_{11}&b_{12}+a_{12}&b_{22}\\a_{21}&b_{11}+a_{22}&b_{21}&\quad &a_{21}&b_{12}+a_{22}&b_{22}\\\end{bmatrix}}}
Zodat bij kettingschakelen de vierpoolvergelijking ontstaat:
{\displaystyle U_{1}=(a_{11}b_{11}+a_{12}b_{21})U_{2}+(a_{11}b_{12}+a_{12}b_{22})J_{2}}
{\displaystyle J_{1}=(a_{21}b_{11}+a_{22}b_{21})U_{2}+(a_{21}b_{12}+a_{22}b_{22})J_{2}}
Deze rekenwijze vereenvoudigt in sterke mate het inzicht in het gedrag van een vierpool. Daarnaast is het een eenvoudig systeem om de ingangsimpedanties van circuits te bepalen. Er is van uitgegaan dat de beschreven omzetters een 100% rendement hebben.

### De elektrodyamische omzetter
Bij een elektrodynamische omzetter (afkorting E-M) wordt elektrische energie omgezet in mechanische energie door beweging – ten gevolge van een elektrische stroom – van een geleider in een statisch magnetisch veld. Daarom wordt deze ook wel elektromagnetische omzetter genoemd. Deze omzetter is omkeerbaar. Voorbeeld van deze omkeerbaarheid zijn een elektromotor en een dynamo.

Diagram elektromagnetische omzetter

De E-M omzetter volgt de wet van Lorentz:
{\displaystyle F=Bli}
{\displaystyle U=Blv}
waarin:
| {\displaystyle F} | de ontwikkelde kracht in newton (N)           |
| {\displaystyle B} | de fluxdichtheid in Vs / m2                   |
| {\displaystyle l} | de totale lengte van de geleider in meter (m) |
| {\displaystyle i} | de stroom in ampere (A)                       |
| {\displaystyle U} | de spanning in volt (V)                       |
| {\displaystyle v} | de snelheid in m/s                            |
Uit de bovenstaande betrekkingen wordt de vierpoolvergelijking gedestilleerd:
{\displaystyle U=0F+Blv}
{\displaystyle i={\frac {1}{Bl}}F+0v}
en in de matrix schrijfwijze:
{\displaystyle {\begin{pmatrix}U\\i\end{pmatrix}}{\begin{bmatrix}0&Bl\\{\frac {1}{Bl}}&0\\\end{bmatrix}}{\begin{pmatrix}F\\v\end{pmatrix}}}
De mechanische impedantie {\displaystyle Z_{m}} wordt gevonden uit het quotiënt van de kracht {\displaystyle F} en snelheid {\displaystyle v}. De eenheid is Nsm. Uit de lorentzwet ontstaan dan:
{\displaystyle Z_{el}={\frac {(Bl)^{2}}{Z_{m}}}\quad \mathrm {{\frac {V}{A}}=ohm} }
Op deze wijze is een directe betrekking tussen de elektrische en mechanische impedanties. Het verband tussen het elektrisch en het mechanisch vermogen is:
{\displaystyle Ui~Fv\quad \mathrm {VA~Nm/s} }

### Magnetodynamische omzetter
Bij een magnetodynamische omzetter (afkorting M-M) wordt elektrische energie omgezet in mechanische energie door beweging van een anker ten gevolge van een wisselend magnetisch veld.
Deze omzetter is omkeerbaar.
De betrekkingen zijn:
{\displaystyle U=-{\frac {\omega n}{F}}}
{\displaystyle F=-{\frac {H}{\omega n}}v}
waarin:
| {\displaystyle U}       | de aangelegde spanning in volt (V)              |
| {\displaystyle -}       | betekent 180 graden fasedraaiing                |
| {\displaystyle \omega } | de cirkelfrekwentie in Hz                       |
| {\displaystyle H}       | de magnetische veldsterkte in A/m               |
| {\displaystyle F}       | de ontwikkelde kracht in newton (N)             |
| {\displaystyle n}       | het aantal windingen van de spoel om de magneet |
| {\displaystyle v}       | de snelheid in m/s                              |
De vierpoolvergelijking zijn:
{\displaystyle U=-{\frac {\omega n}{H}}F+0v}
{\displaystyle i=0F+{\frac {H}{\omega n}}v}
in de matrix schrijfwijze:
{\displaystyle {\begin{bmatrix}-{\frac {\omega n}{H}}&0\\0&-{\frac {H}{\omega n}}\\\end{bmatrix}}}

Diagram magnetodynamische omzetter

Uit de bovenstaande betrekkingen volgt:
{\displaystyle Z_{el}={\frac {\omega ^{2}n^{2}}{H^{2}}}Z_{m}}
Op deze wijze is een mechanische impedantie getransformeerd naar een elektrische impedantie. De getransformeerde mechanisch circuitelementen behouden hun topologische plaats. Serie- en parallelschakelingen blijven gehandhaafd.

### Piëzo-elektrische omzetter
Bij een piëzo-elektrische omzetter (afkorting P-M) wordt elektrische energie omgezet in mechanische energie door de deformatie (vervorming) van de kristalassen in het materiaal waardoor beweging ontstaat. 

Figuur piëzo-elektrische omzetter

Deze omzetter is omkeerbaar.
De betrekkingen zijn:
{\displaystyle U=kF}
{\displaystyle i={\frac {1}{k}}v}
waarin:
| {\displaystyle k} | de evenredigheidsfactor in VN = Asm |
| {\displaystyle U} | de aangelegde spanning in volt (V)  |
| {\displaystyle i} | de ingaande stroom in (A)           |
| {\displaystyle F} | de ontwikkelde kracht in newton (N) |
| {\displaystyle v} | de snelheid in m/s                  |
De factor {\displaystyle k} is te bepalen door aan een strip piëzomateriaal een bekende spanning te leggen en dan de kracht te meten waarmee het stripje wordt omgebogen of, andersom, een bekende kracht aan te wenden en dan op een ballistische galvanometer de lading te bepalen, die getransporteerd wordt.
De vierpoolvergelijkingen zijn:
{\displaystyle U=kF+0v}
{\displaystyle i=0F+{\frac {1}{k}}v}
in de matrix schrijfwijze:
{\displaystyle {\begin{bmatrix}k&0\\0&{\frac {1}{k}}\\\end{bmatrix}}}
Uit de bovenstaande betrekkingen volgt:
{\displaystyle Z_{el}=k^{2}Z_{m}}
De mechanische impedantie wordt getransformeerd naar een elektrische impedantie en de circuitelementen behouden hun topologische plaats in het circuitdiagram dat wil zeggen serie- en parallelschakelingen blijven gehandhaafd.

### Mechanoakoestische omzetter

Figuur Mechanoakoestische omzetter

Als sluitstuk van de serie meest voorkomende omzetters wordt de mechanoakoestische omzetter beschreven, daar deze altijd de laatste omzetter vormt in een elektroakoestisch systeem. Voorbeelden van mechanoakoestische omzetters zijn membranen als trommelvellen en luidsprekerconussen.
De mechanoakoestische omzetter (afkorting M-A) zet mechanische energie in akoestische energie door het in trilling brengen van de omringende lucht (of ander medium).
Deze omzetter is omkeerbaar.
De betrekkingen zijn:
{\displaystyle U=A\cdot v}
{\displaystyle p={\frac {F}{A}}}
waarin:
| {\displaystyle U} | de volumesnelheid in m3s                                                       |
| {\displaystyle p} | de geluidsdruk in N/m2                                                         |
| {\displaystyle A} | het oppervlak waarover getransformeerd wordt (bijvoorbeeld een membraan) in m2 |
De vierpoolvergelijkingen zijn:
{\displaystyle F=Ap+0U}
{\displaystyle i=0p+{\frac {1}{A}}U}
in de matrix schrijfwijze:
{\displaystyle {\begin{bmatrix}A&0\\0&{\frac {1}{A}}\\\end{bmatrix}}}
Uit de bovenstaande betrekkingen volgt:
{\displaystyle {\frac {p}{U}}} ofwel {\displaystyle Z_{ak}={\frac {Z_{m}}{A^{2}}}} in Ns/m5
De akoestische impedantie wordt via de omzetfactor {\displaystyle {\frac {1}{A^{2}}}} in een mechanische impedantie getransformeerd en de circuitelementen behouden hun topologische plaats in het circuitdiagram.

## Analogie elektrische, mechanische en akoestische systemen
De analogie tussen de systemen wordt gekarakteriseerd door de grootheid vermogen uitgedrukt in voltampère of newtonmeter per seconde en algemeen, in watt.

### Definiëring wet van Ohm en vermogen
De spanning {\displaystyle U}, de kracht {\displaystyle F} en de druk {\displaystyle P} kunnen analoog aan elkaar worden gesteld, daar zij een "kracht"-werking uitoefenen die respectievelijk een stroom {\displaystyle I}, een snelheid {\displaystyle v} en een volumesnelheid {\displaystyle u} veroorzaken. Deze eenheden kunnen ook complex zijn.
In de elektrische leer is er de wet van Ohm:
| reëel                            | complex                                                                | eenheid |
| -------------------------------- | ---------------------------------------------------------------------- | ------- |
| {\displaystyle {\frac {U}{I}}=R} | {\displaystyle {\frac {\overline {U}}{\overline {I}}}={\overline {Z}}} | VA      |
Er kan ook een mechanische wet van Ohm verondersteld worden:
| reëel                                | complex                                                                    | eenheid |
| ------------------------------------ | -------------------------------------------------------------------------- | ------- |
| {\displaystyle {\frac {F}{v}}=W_{m}} | {\displaystyle {\frac {\overline {F}}{\overline {v}}}={\overline {Z_{m}}}} | Nsm     |
en een akoestische wet van Ohm:
| reëel                                 | complex                                                                     | eenheid |
| ------------------------------------- | --------------------------------------------------------------------------- | ------- |
| {\displaystyle {\frac {P}{u}}=Z_{ak}} | {\displaystyle {\frac {\overline {P}}{\overline {u}}}={\overline {Z_{ak}}}} | Nsm5    |
Voor het vermogen geldt:
| systeem    | formule                    | eenheid     |
| ---------- | -------------------------- | ----------- |
| elektrisch | {\displaystyle U\cdot I=W} | VA of watt  |
| mechanisch | {\displaystyle F\cdot v=W} | Nsm of watt |
| akoestisch | {\displaystyle p\cdot u=W} | Nsm of watt |
Hiermee zijn deze elementaire zaken benoemd en kan de analogie worden vastgesteld tussen elektrische, mechanische en akoestische elementen, zoals bijvoorbeeld zelfinductie, massa en akoestische massa. En verder capaciteit, compliantie (de reciproke waarde van de stijfheid of de veerconstante) en akoestische compliantie.

### Uitwerking analogie
Een spanning {\displaystyle U} veroorzaakt over een zelfinductie {\displaystyle L} een aangroeiende stroom volgens:
{\displaystyle U=L{\frac {\mathrm {d} I}{\mathrm {d} t}}\longrightarrow {\frac {\mathrm {d} I}{\mathrm {d} t}}={\frac {U}{L}}}.
waarin {\displaystyle L} de zelfinductie is (in henry), {\displaystyle I} de stroom en {\displaystyle {\tfrac {\rm {d}}{{\rm {d}}t}}} staat voor de afgeleide naar de tijd.
Dit is analoog aan de aangroeiende snelheid, wanneer een kracht {\displaystyle F} op een massa {\displaystyle M} werkt (tweede wet van Newton):
{\displaystyle F=M\,{\frac {dv}{dt}}\longrightarrow a={\frac {F}{M}}}.
waarin {\displaystyle F} de kracht is (in newton), {\displaystyle M} de massa in kilogram, {\displaystyle v} de snelheid in m/s en {\displaystyle a} de eenparige versnelling.
En akoestisch, wanneer een druk {\displaystyle p} aangewend wordt om een akoestische massa {\displaystyle M} te versnellen:
{\displaystyle p=M_{ak}\,{\frac {du}{dt}}}
waarin {\displaystyle u} de volumesnelheid is in m3/s.
Daar {\displaystyle U}, {\displaystyle F}, {\displaystyle p} en {\displaystyle I}, {\displaystyle v}, {\displaystyle u} analoog gesteld zijn kunnen ook {\displaystyle L}, {\displaystyle M}, {\displaystyle M_{ak}} analoog worden gesteld.
Op dezelfde wijze wordt de analogie tussen de capaciteit {\displaystyle C}, compliantie {\displaystyle B} en de akoestische compliantie {\displaystyle B_{ak}} bepaald.
voor de elektrische condensator geldt:
{\displaystyle U={\frac {1}{C}}\int I\mathrm {d} t}
mechanisch, wanneer een veer met compliantie {\displaystyle B} gespannen is door een kracht {\displaystyle F} (wet van Hooke):
{\displaystyle F={\frac {1}{B}}\int v\mathrm {d} t}
en akoestisch, indien een druk {\displaystyle p} op een oppervlak, waarachter zich een volume bevindt, een volumesnelheid {\displaystyle u} veroorzaakt:
{\displaystyle p={\frac {1}{B_{ak}}}\int u\mathrm {d} t}

### Impedantie analogieën
Als de spanning, de kracht en de druk een harmonisch verlopend karakter hebben dan geldt:
| de elektrische impedantie {\displaystyle L}:      | {\displaystyle {\overline {Z}}=j\omega L}          | en van {\displaystyle C}:      | {\displaystyle {\overline {Z}}={\frac {1}{j\omega C}}}          |
| de mechanische impedantie {\displaystyle M}:      | {\displaystyle {\overline {Z_{m}}}=j\omega M}      | en van {\displaystyle B}:      | {\displaystyle {\overline {Z_{ak}}}={\frac {1}{j\omega B}}}     |
| de akoestische impedantie {\displaystyle M_{ak}}: | {\displaystyle {\overline {Z_{ak}}}=j\omega M{ak}} | en van {\displaystyle B_{ak}}: | {\displaystyle {\overline {Z_{ak}}}={\frac {1}{j\omega B{ak}}}} |

## Drie voorbeelden van analogieën

### Spoel en condensator

LC-kring

1. In de serieschakeling van een spoel {\displaystyle L} en condensator {\displaystyle C} is voor beide elementen de stroom {\displaystyle i} hetzelfde en dan geldt:
{\displaystyle L{\frac {d^{2}i}{dt^{2}}}+{\frac {i}{C}}=0}.
{\displaystyle {\frac {d^{2}i}{dt^{2}}}+{\frac {i}{LC}}=0}.
Door {\displaystyle {\frac {1}{LC}}=\omega ^{2}} te stellen geeft de differentiaal vergelijking als oplossing:
{\displaystyle i(t)=i_{max}\cos \left(\omega t\right)}.

### Massa en veer

Veer-massasysteem

In de serieschakeling van een veer {\displaystyle B} en massa {\displaystyle M}, waarvoor voor beide elementen de snelheid {\displaystyle v} dezelfde is, geldt:
{\displaystyle M{\frac {dv}{dt}}+{\frac {1}{B}}\int v\mathrm {d} t=0}.
{\displaystyle {\frac {d^{2}v}{dt^{2}}}+{\frac {1}{MB}}v=0}.
Stel {\displaystyle {\frac {1}{MB}}=\omega ^{2}} dan is de oplossing:
{\displaystyle v(t)=v_{max}\cos \left(\omega t\right)}.

### Akoestische massa en veer (de Helmholzresonator)
Akoestisch bezien is een serieschakeling van een compliantie {\displaystyle B_{ak}} en massa {\displaystyle M_{ak}} een Helmholtzresonator. De volumesnelheid {\displaystyle u} is voor beide elementen dezelfde, dus geldt:
{\displaystyle M_{ak}{\frac {du}{dt}}+{\frac {1}{B_{ak}}}\int u\mathrm {d} t=0}.
{\displaystyle {\frac {d^{2}u}{dt^{2}}}+{\frac {1}{M_{ak}B_{ak}}}v=0}.
Stel {\displaystyle {\frac {1}{M_{ak}B_{ak}}}=\omega ^{2}} dan is de oplossing:
{\displaystyle u(t)=u_{\mathrm {max} }\cos \left(\omega t\right)}.

## Overzicht analogieën en een rekenvoorbeeld
Deze analogieën worden gebruikt bij het rekenen aan elektroakoestische omzetters.

### Overzicht
| Elektrisch                                                                                      | Mechanisch                                                                                    | Akoestisch                                                                                                   |
| ----------------------------------------------------------------------------------------------- | --------------------------------------------------------------------------------------------- | --- |
| Spanning {\displaystyle U\quad \mathrm {[V]} } [V] Stroom {\displaystyle I\quad \mathrm {[A]} } | Kracht {\displaystyle F\quad \mathrm {[N]} } Snelheid {\displaystyle v\quad \mathrm {[m/s]} } | Druk {\displaystyle p\quad \mathrm {[N/m^{2}]} } Volume snelheid {\displaystyle v\quad \mathrm {[m^{3}/s]} } |
| Vermogen {\displaystyle U\cdot I\quad \mathrm {[VA]} }                                          | Vermogen {\displaystyle F\cdot v\quad \mathrm {[Nm/s]} }                                      | Vermogen {\displaystyle p\cdot u\quad \mathrm {[Nm/s]} }                                                     |
| Weerstand {\displaystyle R\quad \mathrm {[V]} } Symbool                                         | Weerstand {\displaystyle W\quad \mathrm {[Ns/m]} } Symbool                                    | Weerstand {\displaystyle W_{ak}\quad \mathrm {[Ns/m^{5}]} } Symbool                                          |
| Zelfinductie {\displaystyle L\quad \mathrm {[Vs/A]} } Symbool                                   | Massa {\displaystyle M\quad \mathrm {[Ns^{2}/m]} } Symbool                                    | Massa {\displaystyle M_{ak}\quad \mathrm {[Ns^{2}/m^{5}]} } Symbool                                          |
| Capaciteit {\displaystyle C\quad \mathrm {[As/V]} } Symbool                                     | Compliantie {\displaystyle B\quad \mathrm {[m/N]} } Symbool                                   | Compliantie {\displaystyle B_{ak}\quad \mathrm {[m^{5}/N]} } Symbool                                         |

### Rekenvoorbeeld

Analogie luidspreker in vacuüm

Het schema stelt een luidspreker in vacuüm voor. Het membraan (conus) van de luidspreker wordt akoestisch niet belast.
Via de E-M omzetter wordt het mechanische circuit van het membraan met de elementen {\displaystyle R_{m}}, {\displaystyle B_{m}} en {\displaystyle m}. De elementen staan in serie, omdat de snelheid {\displaystyle v} voor de alle circuitelementen hetzelfde is. {\displaystyle (Bl)^{2}} is de omzetfactor.
Er geldt {\displaystyle Z_{el}={\frac {(Bl)^{2}}{Z_{em}}}\quad }[Ω]
{\displaystyle Z_{m}} is hier de totale mechanische impedantie van het membraan. {\displaystyle Z_{el}} is de elektrische analogie van {\displaystyle Z_{m}}. Het getransformeerde circuit wordt na transformatie van ieder element.
Voor de mechanische weerstand (verliezen) {\displaystyle R_{m}} van het membraan geldt:
{\displaystyle R_{el}={\frac {(Bl)^{2}}{R_{em}}}\quad }[Ω]
waarin {\displaystyle R_{el}} de gereflecteerde elektrische waarde is van {\displaystyle R_{m}}
Voor de mechanische compliantie {\displaystyle B_{m}} geldt:
{\displaystyle L=(Bl)^{2}\cdot B_{em}\quad } [Vs/A]
waarin {\displaystyle L} de gereflecteerde elektrische waarde is van de compliantie {\displaystyle B_{m}}
Door het gevolg van girerende effect van de omzetter wordt de compliantie gereflecteerd als een zelfinductie in plaats van een condensator.
Voor de massa {\displaystyle m} geldt:
{\displaystyle C={\frac {m}{(Bl)^{2}}}\quad } [As/V]
waarin {\displaystyle C} de gereflecteerde elektrische waarde is van de mechanische massa {\displaystyle m}.

Elektrische analogie een membraan

Omdat aan de ingang van het circuit de spanning voor alle elementen hetzelfde is, wordt de serieschakeling als een parallelschakeling weergegeven. Een van de eigenschappen van luidsprekers is dat in de impedantie karakteristiek een piek is te zien als gevolg van de eigen resonantie. Die opslingering is verklaarbaar met de analogie in het circuit.